# Paifang
Paifang, znan tudi kot pailou, je tradicionalni slog kitajske arhitekture, ki se pogosto uporablja v ločnih ali prehodnih strukturah.

## Etimologija
Beseda paifang (kitajsko: 牌坊; pinjin: páifāng) je bila prvotno skupni izraz za zgornji dve ravni upravne delitve in podrazdelitve starodavnih kitajskih mest. Največja delitev znotraj mesta v starodavni Kitajski je bil fang (坊; fāng), ki je enakovreden današnjemu današnjemu okrožju. Vsak fang je bil obdan z zidovi ali ograjami, vrata teh ograjenih prostorov pa so bila vsako noč zaprta in varovana. Vsak fang je bil nadalje razdeljen na več pai (牌; pái; 'placard'), ki so enakovredni današnji (nekorporirani) skupnosti. Vsak pai je nato vseboval območje z več hutongi (uličicami).
Ta sistem mestne upravne delitve in podrazdelitve je dosegel dovršeno raven v času dinastije Tang in se nadaljeval v naslednjih dinastijah. Na primer, v času dinastije Ming je bil Peking razdeljen na skupno 36 fangov. Prvotno se je beseda paifang nanašala na vrata fang in oznako vhoda v stavbni kompleks ali mesto; toda v času dinastije Song se je paifang razvil v zgolj dekorativni spomenik.

## Zgodovina
V času dinastije Tang se je imenoval vutoumen (烏頭門; wūtóumén; črna zgornja vrata), ker je bil vrh obeh stebrov pobarvan črno. Vutoumen je bil rezerviran za uradnike 6. ali višjega ranga.
Konstrukcija vutomena je bila standardizirana v modi Jingdzao iz sredine dinastije Song. Sestavljen je bil iz dveh stebrov in vodoravnega nosilca, ki je tvoril okvir in dvoja vrata. V času dinastij Ming in Čing se je imenoval pailou ali paifang in se razvil v bolj dovršeno strukturo z več stebri in vrati, z nadgradnjo dvokapnice na vrhu; najvišja stopnja je bila pailou s petimi vrati, šestimi stebri in enajstimi dvokapnicami.
Obstaja teorija, da so na arhitekturo vrat paifang vplivala vrata budističnega templja torana. Paifang ima tradicionalne kitajske arhitekturne značilnosti, kot so večstopenjske strehe, različni podporni stebri in obokane oblike tradicionalnih vrat in stolpov.

## Slog
Paifang se pojavlja v več oblikah. Ena oblika vključuje postavitev lesenih stebrov na kamnite podstavke, ki so med seboj povezani z lesenimi tramovi. Ta vrsta paifanga je vedno lepo okrašena, stebri so običajno pobarvani rdeče, tramovi so okrašeni z zapletenimi vzorci in kitajsko kaligrafijo, streha pa je prekrita z barvnimi ploščicami, skupaj z mitološkimi zvermi – tako kot kitajska palača. Druga oblika paifanga je v obliki pravih obokov iz kamna ali opeke; stene so lahko pobarvane ali okrašene z barvnimi ploščicami; vrh obokov je okrašen kot njihovi leseni dvojniki. Še ena oblika paifanga, zgrajena predvsem na verskih objektih in grobiščih, je sestavljena iz navadnih belih kamnitih stebrov in tramov, brez strešnikov ali barvne dekoracije, vendar z dovršenimi rezbarijami, ki so jih ustvarili mojstri zidarji. Druga oblika je v slogu dinastije Han in sta dva ujemajoča se stolpa, na primer v Beihaiju.
Zunaj Kitajske je paifang že dolgo simbol kitajskih četrti. Največji zunaj Kitajske je v Združenih državah Amerike: Prijateljski lok, visok 14,50 m in širok 23 m, dokončan leta 1986 na H in 7. ulici v kitajski četrti v Washington, D.C. V Evropi se največji paifang razteza čez ulico Nelson v Liverpoolu, dokončan leta 2000 in visok 13,5 m. Prvi paifang v Združenih državah Amerike je bil postavljen leta 1915 kot začasna instalacija za kitajski paviljon mednarodne razstave Panama-Pacific v San Franciscu, najstarejši, ki še vedno stoji, pa je bil postavljen leta 1938 za Los Angeles, pri zahodnih vratih kitajske četrti na ulici Hill Street;ref>Exploring Chinatown: Past and Present (PDF) (poročilo). Los Angeles Conservancy. Arhivirano iz prvotnega spletišča (PDF) dne 24. junija 2021. Pridobljeno 29. aprila 2020.</ref> novembra 2005 je bil skupaj s svojimi ustreznicami, vzhodnimi vrati kitajske četrti (1939, #826), uvrščen na seznam mestnih zgodovinsko-kulturnih spomenikov. Paifang na vhodu v kitajsko četrt v Ottawi so okrasili kitajski umetniki z uporabo kitajskih materialov in tehnik.
V preteklosti so Paifang čistosti podarjali vdovam, ki so ostale neporočene do smrti, v čast zvestobe svojim pokojnim možem.

## Galerija
- Kamniti pajfan iz Hešenga, prvič zgrajen v dinastiji Song, iz Džedžjanga, Ningbo, Kitajska. Eden najstarejših ohranjenih kamnitih pajfangov na Kitajskem.
- Kamniti pajfan iz Miaogouhouja, prvič zgrajen v dinastiji Song, iz Džedžjanga, Ningbo, Kitajska. Stoji v bližini kamnitega pajfanga iz Hešenga in je tudi eden najstarejših ohranjenih pajfangov na Kitajskem.
- Okrasni prehod (pailou) iz dinastije Han (202 pr. n. št. – 220 n. št.) čez ulico, obdano z majhnimi trgovinami. Handžong, provinca Šaanši, Kitajska (1875)
- Dongsi, križišče v Pekingu, je imelo v dvajsetih letih 20. stoletja štiri paifange
- Paifang, fotografiran v provinci Gansu (1933)
- Paifang zgrajen v pozni dinastiji Ming, v starodavnem mestu Vuši Huišan
- Paifang akademije Donglin
- Paifang samostana Šaolin
- Paifang univerze Wuhan (1920)
- Paifang na Konfucijevem pokopališču, grob gospe Ju, žene Kong Šjanpeija (72. generacija) v Čufuju na Kitajskem
- Paifang na Spominskem trgu Čang Kaj Šeka (zdaj Trg svobode) v Tajpeju na Tajvanu. Pogled proti vzhodu
- Paifang na Trgu svobode v Tajpeju na Tajvanu. Pogled proti zahodu
- Okrašen paifang v Poletni palači v Pekingu
- Paifang v Narodnem muzeju palač v Tajpeju na Tajvanu
- Paifang templja Vanhe v Tajčungu na Tajvanu
- Paifang v templju Daitian, okrožje Gushan, Kaohsiung, Tajvan
- Barvna glazura vhoda v tempelj Putuo Zongčeng, Čengde
- Paifang v Šidi
- Paifangs ob Zahodnem jezeru, Hangdžov, Kitajska
- Pailou pri vhodu v slikovito območje jezera Čiandao
- Paifangs pri vhodu v tempelj Jonghe, Peking, Kitajska
- Pailou v kitajski dvorani borilnih veščin, Džinšitan, Dalian, Kitajska
- Paifang pri vhodu v kitajsko četrt v Bostonu, Massachusetts
- Lok prijateljstva v kitajski četrti v Washingtonu, D. C.
- Pailou v kitajskem vrtu Dunedin, Nova Zelandija